# Berlins hedersmedborgare

Berlins vapen.

Berlins hedersmedborgare, Ehrenbürger der Stadt Berlin är en hedersutmärkelse i den tyska huvudstaden Berlin.
Berlins utnämnande av hedersmedborgare är staden och förbundslandet Berlins finaste utmärkelse. Berlin har sedan 1813 utnämnt 122 personer. Sex personer har senare blivit av med sina hedersmedborgarskap, bland dem ledande nazister och sovjetiska militärer. Den sovjetiske militären Nikolaj Bersarin utgör ett intressant undantag: han tilldelades utmärkelsen 1975 och blev struken 1992. 2003 togs han tillbaka på listan över hedersmedborgare.
Hedersmedborgarskapet berättigar bland annat till ett porträtt i Berlins representanthus, årskort på Berliner Verkehrsbetriebe och hedersbegravning på en av stadens begravningsplatser.

## Berlins hedersmedborgare
Listan avser hedersmedborgare i Berlin. Listan tar inte med de personer som utsågs till hedersmedborgare i Östberlin och som blivit av med sina hedersmedborgarskap. Bland dessa återfinns sovjetiska militärer, Erich Honecker och Walter Ulbricht.
1. Conrad Gottlieb Ribbeck
2. Heinrich Friedrich Ludwig Falckenberg
3. Gebhard Leberecht von Blücher
4. Ernst Ludwig Heim
5. Ludwig Matthias Nathanael Gottlieb von Brauchitsch
6. Friedrich von Schuckmann
7. Carl Friedrich Ludwig von Gontard
8. Otto Friedrich Gustav Hansmann
9. Carl Friedrich Heinrich von Wylich und Lottum
10. Carl Johann Heinrich Eduard von Gerlach
11. Friedrich August von Staegemann
12. Ludwig Wilhelm Neumann
13. Nikolaj I, Rysslands tsar
14. Johann Philipp von Ladenberg
15. Carl Albert Christoph Heinrich von Kamptz
16. Gustav Johann Georg von Rauch
17. Friedrich Magnus von Bassewitz
18. Friedrich Karl Ferdinand von Müffling
19. Leopold Hermann Ludwig von Boyen
20. Adolph Friedrich Carl Streckfuss
21. Johann Christian Krüger
22. Karl Leopold Heinrich Ludwig von Borstell
23. Johann David Heegewaldt
24. Carl August Alsleben
25. Eugen von Puttkammer
26. Christian von Rother
27. Heinrich Wilhelm August von Gagern
28. Friedrich Wilhelm von Brandenburg
29. Friedrich Heinrich Ernst von Wrangel
30. Otto Theodor von Manteuffel
31. Daniel Christian Rauch
32. Alexander von Humboldt
33. Eduard Heinrich Flottwell
34. Philipp August Boeckh
35. Samuel Marot
36. Heinrich Wilhelm Krausnick
37. Otto von Bismarck
38. Helmuth Karl Bernhard von Moltke
39. Friedrich Heinrich Eduard Kochhann
40. Heinrich Schliemann
41. Leopold von Ranke
42. Robert Koch
43. Rudolf Virchow
44. Adolph von Menzel
45. Paul Langerhans
46. Heinrich Walter Bertram
47. Arthur Heinrich Ludolf Johnson Hobrecht
48. Albert Friedrich Wilhelm Haack
49. Karl Arnold Marggraff
50. Martin Kirschner
51. Paul Michelet
52. Oskar Cassel
53. Ferdinand Strassmann
54. Ludwig Hoffmann
55. Hermann Bamberg
56. Hugo Heimann
57. Max Liebermann
58. Paul von Hindenburg (fråntagen sitt hedersmedborgarskap)
59. Adolf Hitler (fråntagen sitt hedersmedborgarskap)
60. Hermann Göring (fråntagen sitt hedersmedborgarskap)
61. Joseph Goebbels (fråntagen sitt hedersmedborgarskap)
62. Wilhelm Frick (fråntagen sitt hedersmedborgarskap)
63. Paul Lincke
64. Wilhelm Pieck (fråntagen sitt hedersmedborgarskap)
65. Rudolf Wissell
66. Theodor Heuss
67. Paul Löbe
68. Louise Schroeder
69. Jakob Kaiser
70. Otto Friedrich Karl Dibelius
71. Marie Elisabeth Lüders
72. Heinrich Lübke
73. Lucius D. Clay
74. Otto Heinrich Warburg
75. Konrad Adenauer
76. Nelly Sachs
77. Otto Hahn
78. Hans Scharoun
79. Otto Nagel
80. Heinrich Zille
81. Karl Schmidt-Rottluff
82. Heinrich Grüber
83. Willy Brandt
84. Ferdinand Friedensburg
85. Franz Neumann
86. Hans Reif
87. Herbert von Karajan
88. Gustav Heinemann
89. Nikolaj Bersarin
90. Anna Seghers
91. Valerij Fjodorovitj Bykovski
92. Sigmund Jähn
93. Walter Scheel
94. Johann Baptist Gradl
95. Shepard Stone
96. Wolfgang Heinz
97. Karl Carstens
98. John Jay McCloy
99. Wieland Herzfelde
100. Heinz Galinski
101. Helmut Schmidt
102. Richard von Weizsäcker
103. Michail Gorbatjov
104. Helmut Kohl
105. Ronald Reagan
106. Hans-Dietrich Genscher
107. Edzard Reuter
108. Roman Herzog
109. George H.W. Bush
110. Dietrich Fischer-Dieskau
111. Egon Bahr
112. Marlene Dietrich
113. Johannes Rau
114. Heinz Berggruen
115. Wolf Biermann
116. Werner Otto
117. Joachim Gauck
118. Werner Michael Blumenthal
119. Wolfgang Schäuble 
120. Inge Deutschkron 
121. Margot Friedländer 
122. Frank-Walter Steinmeier
123. Daniel Barenboim